# 양슈리
양슈리(중국어 간체자: 杨秀丽, 정체자: 楊秀麗, 병음: Yáng Xiùlì, 한자음: 양수려, 1983년 9월 1일~)는 중화인민공화국의 유도 선수, 지도자이다. 2008년 하계 올림픽 여자 하프헤비급에서 금메달을 획득했으며 세계 선수권 대회에서 동메달 1개(2010)를 획득했다.